# 中島和三

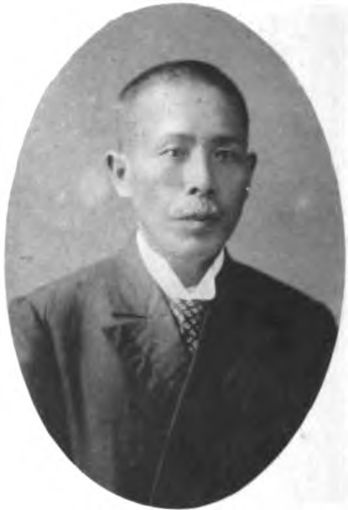
中島和三

中島 和三（なかじま わぞう、慶応元年8月1日（1865年9月20日） - 1944年（昭和19年）1月2日）は、明治から昭和時代前期の政治家。高知県高岡郡須崎町長、高知市長。高知県会議員。

## 経歴・人物
五藤家の旧臣・中島作次の次男として土佐国安芸郡土居村（現・安芸市）に生まれる。1883年（明治16年）高知県師範学校中等科を卒業後、安芸郡大井・井ノ口、土佐郡潮江などの訓導を経て、幡多郡視学。その後、県属となり、1908年（明治41年）香美郡長、1912年（大正元年）吾川郡長、1914年（大正3年）高岡郡長を経て、1917年（大正6年）12月、高知市長に就任。1921年（大正10年）12月まで務める。
満期辞任後は、1922年（大正11年）高知県教育会長を15年務め、さらに同年、高知信用組合を設立し、組合長に就任した。ほか、1923年（大正12年）県会議員、1925年（大正14年）須崎町長、1929年（昭和4年）城東商業学校長などを歴任した。

## 親族
- 長兄：中島気崢（漢詩人、国民新聞記者）[1]